# Бисенова, Аклима Бисеновна
Аклима Бисеновна Бисенова (25 декабря 1914, Баянаульский район Павлодарской обл. — ?), — ученый-медик, кандидат медицинских наук, государственный деятель. Заместитель наркома здравоохранения Казахстана по детству и родовспоможению (1943—1959). Заслуженный врач Казахстана (1957).

## Биография
Происходит из подрода каржас рода суйиндык племени аргын.
Окончила лечебный факультет Казахстанского государственного медицинского института в 1938 году. Начала трудовую деятельность с должности главного врача районной больницы. 5 сентября 1939, в возрасте 24 лет, назначена директором Алма-Атинской республиканской санитарно-фельдшерской школы, в которой обучалось на тот момент 245 учениц (девочек-сирот от 14 лет).
В связи с Постановлением Совнаркома СССР от 27 октября 1942 года «О мероприятиях по улучшению работы органов здравоохранения и детских учреждений по медицинскому обслуживанию детей и усилению питания нуждающихся детей» в Минздраве КазССР была выделена должность заместителя наркома здравоохранения по родовспоможению и младенчеству. В октябре 1943 на эту должность назначили А. Б. Бисенову.
Её усилиями, в условиях военного времени, в республике увеличивалось количество яслей, молочных кухонь, домов матери и ребёнка, детских приютов; за годы войны в семьи было пристроено более тысячи младенцев-сирот. После войны А. Б. Бисенова уделяла особое внимание развитию и обустройству детских клиник, больниц, центров женских консультаций; способствовала открытию в детских клиниках специализированных отделений ревматологии и выхаживания недоношенных детей.
В те годы А. Б. Бисенова была одной из немногих женщин-руководителей такого высокого ранга, — нередко ей поручалось представлять Правительство на мероприятиях женского движения, особенно по вопросам материнства.
В 1959 году Бисенову сняли с должности заместителя министра здравоохранения, назначив директором НИИ охраны материнства и детства (с 1972 — НИИ педиатрии Минздрава КазССР). При ней НИИ был расширен, устроены новые отделения детского питания и социальной педиатрии. Институт она возглавляла вплоть до своего выхода на пенсию в 1980 году.
Помимо административной деятельности А. Б. Бисенова вела и научную, посвящённую охране материнства и здоровья детей: защитила кандидатскую и опубликовала в общей сложности 84 научные работы, в том числе монографию «Очерки развития охраны материнства и детства в Казахстане» (1965).
Награждена двумя орденами «Трудового Красного Знамени», орденом «Знак Почета», медалью «За доблестный труд в Великой Отечественной войне», многочисленными грамотами.
Муж: Шарифканов Ахметжан  , https://kk.wikipedia.org/wiki/%D0%90%D1%85%D0%BC%D0%B5%D1%82%D0%B6%D0%B0%D0%BD_%D0%A8%D3%99%D1%80%D1%96%D0%BF%D2%9B%D0%B0%D0%BD%D0%BE%D0%B2
Некоторые сочинения:
- «Охрана здоровья матери и ребёнка» (А.-А., 1958)
- «Мать, ребёнок и закон» (А.-А., 1973) — соавтор;
- «Вопросы гипоксии и внутричерепной родовой травмы у новорожденных детей» (А.-А., 1976), — соавтор;
- «Актуальные вопросы организации детского здравоохранения в Казахстане» (А.-А., 1979) — соавтор;
- «Актуальные вопросы сердечно-сосудистых заболеваний у детей». Сборник (А.-А., 1980) — соавтор и др.